# Сарикурак
Сарикура́к (каз. Сарықұрақ) — станційне селище у складі Саркандського району Жетисуської області Казахстану. Входить до складу Лепсинського сільського округу.
Населення — 6 осіб (2021; 19 у 2009, 9 у 1999).